# Obsjtina Tjavdar
obsjtina Tjavdar (bulgariska: Община Чавдар) är en kommun i Bulgarien.   Den ligger i regionen Sofijska oblast, i den centrala delen av landet, 60 km öster om huvudstaden Sofia.
Följande samhällen finns i obsjtina Tjavdar:
- Tjavdar

I omgivningarna runt obsjtina Tjavdar växer i huvudsak lövfällande lövskog. Runt obsjtina Tjavdar är det ganska tätbefolkat, med 52 invånare per kvadratkilometer.